# 召喚夜響曲 雙紀元 ～精靈們的共鳴～
《召喚夜響曲 雙紀元 〜精靈們的共鳴〜》是日本公司萬普於2007年8月30日發行的任天堂DS遊戲，為召喚夜響曲系列的第九個作品。

## 人物簡介
亞爾德（アルド）
配音：入野自由
男主角。莉哈幼年時召喚出的召喚獸，但外表卻似人樣。
與莉哈沒有血緣關係，但兩人感情如同姊弟般。
莉哈（リーハ）
配音：植田佳奈
女主角。從小就擁有出色的召喚才能。
幼年期因為出色的召喚才能的關係，與亞爾德兩人被帶到獸人的島生活‥
納斯爾（ナスル）
配音：中井和哉
身為獸人。武器是斧頭。
與亞爾德和莉哈、愛茵是幼年的夥伴，重感情，但卻有點很固執
愛茵（アイン）
配音：青木静香
身為獸人，雖然幼小，但卻是繼承祭司職位的獸人。武器是手杖。
善解人意、雖然有點柔弱，但卻很堅強‥
馬汀（マーディン）
配音：小野健一
人類召喚師，麗哈和阿魯多幼年時期的親方。
堤嘉（ティカ）
配音：矢作紗友里
人類見習召喚師，武器是弓箭。
雖然有點膽小，個性則是非常認真、努力。
萊拉（ライラ）
配音：夏樹莉緒
人類召喚師，非常崇拜馬汀。
米爾薩特（ミルサート）
配音：岸尾大輔
從人類召喚師計畫中脫逃的召喚獸之一，因為召喚師計畫的關係非常討厭人類。

## 外部連結
（日語）召喚夜響曲 雙紀元 〜精靈們的共鳴〜官方網站